# Jaloo
Jaloo este un oraș din Districtul Al Wahat, Libia. Între 2001 și 2007 a făcut parte din Districtul Ajdabiya.